# Những chàng trai ngoan
Những chàng trai ngoan (tiếng Anh: The Nice Guys) là một bộ phim hành động hài hước neo-noir của Mỹ 2016 do Shane Black đạo diễn kiêm viết bản cùng Anthony Bagarozzi. Phim có sự tham gia của Russell Crowe, Ryan Gosling, Angourie Rice, Matt Bomer, Margaret Qualley, Keith David và Kim Basinger. Lấy bối cảnh ở Los Angeles năm 1977, bộ phim tập trung vào một thám tử cá nhân (Gosling) và một người thi hành cứng rắn (Crowe) hợp tác cùng nhau để điều tra vụ một cô gái trẻ bị mất tích.
Những chàng trai ngoan ra mắt ngày 15 tháng 5 năm 2016 tại Liên hoan phim Cannes 2016 và được Warner Bros. Pictures công chiếu tại Hoa Kỳ ngày 20 tháng 5 năm 2016. Dù nhận được đánh giá phê bình tích cực, song doanh thu phòng vé của phim chỉ vỏn vẹn $57 triệu so với kinh phí $50 triệu. Phim khởi chiếu tại Việt Nam ngày 27 tháng 5 năm 2016.

## Nội dung
Năm 1977 ở Los Angeles, một cậu bé chứng kiến ngôi sao khiêu dâm Misty Mountains chết ngay trước mắt mình. Thám tử tư Holland March được thuê bởi bà Glenn, dì của Misty, người khẳng định thấy cô ta vẫn còn sống. Cuộc điều tra của March dẫn anh đến Amelia Kuttner, người trả tiền cho Jackson Healy để đe dọa March. Healy xông vào nhà March và bẻ tay anh ta trước khi rời đi. Sau đó Healy bị tra khảo bởi hai tên côn đồ Blueface và Older Guy. Healy đã sử dụng khẩu súng săn dọa chúng bỏ chạy và đề nghị hợp tác với March để đi tìm Amelia.
March và Healy hỏi nhóm biểu tình của Amelia và gặp Chet, người dẫn họ đến ngôi nhà bị cháy rụi của Dean, bạn trai của Amelia, người đã chết trong ngọn lửa. Họ biết được Amelia và Dean đang hợp tác với Misty làm một bộ phim khiêu dâm có tính thời sự mang tên How Do You Like My Car, Big Boy?. March và Healy thâm nhập một bữa tiệc để tìm Sid Shattuck, nhà tài trợ của bộ phim. Healy phát hiện cuộn phim đã biến mất trong khi March tìm thấy xác chết của Shattuck. Holly, con gái của March, lẻn vào bữa tiệc rồi ngăn cản Blueface ám sát Amelia. Sau đó Blueface bị xe tông, còn Amelia bỏ chạy. Healy hạ gục Older Guy và thấy Blueface đang hấp hối, tên này nói rằng sếp của hắn đã cử một sát thủ tên John Boy truy sát Amelia, March và những nhân chứng khác. Healy bóp cổ Blueface đến chết. Cảnh sát đến hiện trường, March và Healy được đưa đi gặp Judith Kuttner, mẹ của Amelia và cũng là quan chức cấp cao trong Bộ Tư pháp. Judith khẳng định Amelia bị ảo tưởng khi cho rằng bà muốn giết cô. Judith thuê hai người đi tìm con gái bà.
March và Healy đến khách sạn gần sân bay, nơi Amelia đang gặp những nhà phát hành phim. John Boy đã đến trước hai người, hắn bắn giết những doanh nhân khiến họ phải rút lui, Amelia nhảy xuống xe của họ và bất tỉnh. March và Healy đưa Amelia về nhà March, cô ta tiết lộ rằng mẹ cô đang bao che cho công ty sản xuất ô tô Detroit sử dụng ống khí độc hại. Amelia tạo ra bộ phim để vạch trần việc làm của mẹ cô và công ty ô tô, và mẹ cô muốn tất cả mọi người liên quan đến bộ phim phải chết.
March báo tin cho Tally, trợ lý của Judith, rằng đã tìm thấy Amelia và cô ta đang ở nhà anh. Tally nói rằng Judith yêu cầu March và Healy giao một cái vali chứa 100.000 USD cho bà và cho biết có một bác sĩ sẽ đến nhà March để kiểm tra Amelia. Trên đường đi, cái vali mở ra cho thấy bên trong chỉ là giấy lộn, vụ giao tiền chỉ là kế hoạch lừa March và Healy ra khỏi nhà để không còn ai bảo vệ Amelia. John Boy giả vờ là bác sĩ đến nhà March, tấn công Holly và Jessica, bạn cô bé, rồi có trận đấu súng với March và Healy. Amelia bỏ chạy khỏi ngôi nhà để rồi bị John Boy bắn chết.
March và Healy được cảnh sát thả ra, họ không có chứng cứ buộc tội Judith là chủ mưu những vụ giết người. March nhận ra bà Glenn đã thấy hình ảnh Misty trên tường nhà bà. Ở nhà bà Glenn, cả nhóm tìm thấy một máy chiếu phim nhưng cuộn phim đã biến mất. Họ biết được Chet sẽ chiếu bộ phim tại sự kiện Triển lãm ô tô Los Angeles. Tại sự kiện, Tally chĩa súng đe dọa March và Healy rồi ả bị Holly hạ gục. Healy tìm thấy Chet, người đã nhét cuộn phim vào máy chiếu trên lầu. Bộ phim được chiếu cho tất cả mọi người ở đó xem. March vật lộn với Older Guy và giết được hắn. Holly ngăn chặn Tally lấy cuộn phim. Healy hạ gục John Boy nhưng tha mạng cho hắn theo yêu cầu của Holly. Cuối cùng March đã lấy được cuộn phim từ tay bọn côn đồ.
Judith bị bắt giữ, bà nói rằng Detroit muốn thủ tiêu Amelia chứ bà không muốn thế. Judith cũng nói mặc dù bà ở tù nhưng sẽ còn nhiều người khác thay thế bà bao che cho công ty ô tô. Sau đó, ở một quán rượu vào đêm vọng Lễ Giáng Sinh, March bàn bạc với Healy về việc thành lập một công ty thám tử mang tên "Những chàng trai ngoan" (The Nice Guys).